# Christine Denis-Huot
Pour les personnes ayant le même patronyme, voir Huot.
Christine Denis-Huot, née le 29 janvier 1954, est une photographe animalière française réputée pour son travail dans l'Est africain. De formation initiale d'ingénieur en informatique, elle a rencontré Michel Denis-Huot lors d'un voyage de photographe amateur en Tanzanie. Elle s'est ensuite professionnalisée complètement.
Toutes leurs photos sont systématiquement signées de leurs deux noms et ils refusent soigneusement de désigner celui des deux qui a tiré une image spécifique. Christine a aussi une importante activité de commercialisation de leur travail commun.

## Publications
- Christine Denis-Huot et Michel Denis-Huot (trad. de l'italien), L'Art d'être lion, Paris, Gründ, mars 2002, 219 p. (ISBN 2-7000-2458-3)
- L'Arche sauvage, Paris, éd. La Martinière, 2003  (ISBN 2732430110 et 9782732430119)
- La Savane au fil des saisons, éd. La Martinière, 2004
- Les Princes de la savane : Léopards & Guépards, Paris, éd. White Star, 2006
- Kenya Tanzanie, coll. Géo Partance, texte de Christine Baillet, EDL, 2006  (ISBN 2846901457 et 9782846901451)
- Le Havre, 500 ans d’anecdotes avec Sophie Guillaume-Petit, 2016.